# 1046
| [ Edytuj tabelę ]          |                                                         |
| Książę Polski              | - 1034 Kazimierz I Odnowiciel 1058                      |
| Król Angkoru               | - 1010 Surjawarman I 1048                               |
| Król Anglii                | - 1042 Edward Wyznawca 1066                             |
| Król Aragonii i Nawarry    | - 1035 Ramiro I 1063                                    |
| Hrabia Barcelony           | - 1035 Rajmund Berengar I 1076                          |
| Książę Bawarii             | - 1042 Henryk VII 1047                                  |
| Książę Burgundii           | - 1032 Robert I 1076                                    |
| Cesarz Bizancjum           | - 1042 Konstantyn IX Monomach 1055                      |
| Cesarz Chin                | - 1022 Song Renzong 1063                                |
| Książę Czech               | - 1035 Brzetysław I 1055                                |
| Król Danii                 | - 1042 Magnus I Dobry 1047                              |
| Władca Egiptu              | - 1036 Al-Mustansir 1094                                |
| Król Francji               | - 1031 Henryk I 1060                                    |
| Król Gruzji                | - 1027 Bagrat IV 1072                                   |
| Hrabia Holandii            | - 1039 Dirk IV 1049                                     |
| Cesarz Japonii             | - 1045 Go-Reizei 1068                                   |
| Kalif                      | - 1031 Al-Ka’im 1075                                    |
| Król Kastylii              | - 1035 Ferdynand I Wielki 1065                          |
| Wielki książę Kijowa       | - 1019 Jarosław Mądry 1054                              |
| Patriarcha Konstantynopola | - 1043 Michał I Cerulariusz 1058                        |
| Władca Korei               | - 1034 Chŏngjong 1046 - 1046 Munjong 1083               |
| Król Leónu                 | - 1037 Ferdynand I Wielki 1065                          |
| Król Norwegii              | - 1035 Magnus I Dobry 1047 - 1045 Harald III Srogi 1066 |
| Książę Obodrzyców          | - 1043 Gotszalk 1066                                    |
| Hrabia Palatynatu          | - 1045 Henryk I ze Szwabii 1061                         |
| Papież                     | - 1045 Grzegorz VI 1046 - 1046 Klemens II 1047          |
| Hrabia Portugalii          | - 1028 Mendo III 1050                                   |
| Cesarz rzymski (niemiecki) | - 1046 Henryk III 1056                                  |
| Książę Saksonii            | - 1011 Bernard II 1059                                  |
| Król Szkocji               | - 1040 Makbet 1057                                      |
| Król Szwecji               | - 1022 Anund Jakub 1050                                 |
| Doża Wenecji               | - 1043 Domenico Contarini 1071                          |
| Król Węgier                | - 1044 Piotr Orseolo 1046                               |

Rok 1046 / MXLVI
stulecia: X wiek ~
XI wiek ~
XII wiek

lata: 1036 «
1041 «
1042 «
1043 «
1044 «
1045 «
1046
» 1047
» 1048
» 1049
» 1050
» 1051
» 1056

## Wydarzenia w Polsce
- Aaron został biskupem krakowskim.

## Wydarzenia na świecie
- Bunt Vaty na Węgrzech.
- Wyprawa Henryka III Salickiego do Italii.
- 20 grudnia – cesarz Henryk III Salicki zdetronizował papieża Grzegorza VI, którego później uwięził w Niemczech. Dnia 24 lub 25 grudnia papieżem został mianowany przez Henryka III Klemens II.
- 25 grudnia – król Niemiec Henryk III został koronowany przez Klemensa II na cesarza.

## Urodzili się
- Świętosława Swatawa – siostra Bolesława Śmiałego, córka Kazimierza Odnowiciela i Marii Dobroniegi (data sporna lub przybliżona) (ur. w latach 1041–1048, zm. 1126)
- Matylda, margrabina Canossy, Toskanii i księżna Spoleto (zm. 1115)

## Zmarli
- Wilhelm Żelaznoręki z rodu Hauteville, pierwszy normański hrabia Apulii oraz twórca potęgi de Hauteville'ów we Włoszech Południowych (ur. po 1010).